# Cycas zeylanica
Espèce
Statut de conservation UICN

 VU A2bc : Vulnérable
Cycas zeylanica est une espèce de plantes de la famille des Cycadaceae. Elle est originaire du Sri Lanka et des îles Andaman et Nicobar (en Inde).

## Taxinomie
Le nom Cycas zeylanica vient du fait que cette espèce a été découverte dans ce que l'on appelait autrefois Ceylan c'est-à-dire le Sri Lanka actuel. Le nom « Ceylan » en latin s'écrit « Zeylona ».

## Description
Cycas zeylanica est une plante arborescente pouvant atteindre les 2 à 3 mètres de haut.
Les feuilles sont vert clair ou vert foncé, semi-brillantes, mesurant de 1,4 à 1,9 mètre de long, à section plane (non-carénée), composées de 70 à 100 folioles. Un tomentum blanc ou orange est présent sur les feuilles naissantes. Le rachis se termine toujours par des petites folioles appariées. Les pétioles mesurent 50 à 70 cm de long, sont glabres et épineux. Folioles médianes simples, fortement décolorées, de 18 à 30 cm de long, 1,2 à 1,5 cm de large, insérées à 50-60° du rachis, réduites à 6 ou 7 mm à la base, 22-27 mm à part sur le rachis; section médiane des folioles à plat; marges légèrement recourbées; apex aigu, pas épineux; nervure centrale surélevée, à plat en dessous.
Les cataphylles sont linéaires, piquants, poilus, mesurant 10 à 12 cm de longueur et sont persistants.
Les plantes mâles produisent des cônes fusiformes de 3,5 à 4,5 cm de long et de 1,7 à 1,9 cm de largeur. Les plantes femelles produisent des mégasporophylles de 17 à 30 cm de long.
Les graines sont aplaties-ovoïdes, sarcotesta brun orangé, sclerotesta lisse et un endocarpe spongieux y est retrouvé.

## Distribution et habitat
Cycas zeylanica est originaire du Sri Lanka ainsi que des Îles Andaman et Nicobar (en Inde). Il prospère sous un climat tropical. Il pousse dans les forêts côtières sur des sols sablonneux. On le retrouve souvent dans des dunes stabilisées.

## État de conservation
Cette espèce a été classée comme "Vulnérable" par l'UICN. Il est plutôt abondant dans les îles Andaman et Nicobar mais à cause de la pression touristique, des cyclones et de l'augmentation de la population de ces îles, Cycas zeylanica est menacé. Au Sri Lanka, les derniers spécimens de cette espèce ont été éradiqués à cause du tsunami du 26 décembre 2004.